# Wassiou Oladipupo
Wassiou Oladipupo (Abomey, 17 de dezembro de 1983) é um futebolista beninense que atua como defensor.

## Carreira
Wassiou Oladipupo representou o elenco da Seleção Beninense de Futebol no Campeonato Africano das Nações de 2008.